# Seznam dílů seriálu Adresa: L.A.
Toto je seznam dílů seriálu Adresa: L.A. Kanadské drama Adresa: L.A. mělo premiéru v roce 2012 na kanadské stanici MuchMusic.

## Přehled řad
| Řada | Díly | Premiéra v Kanadě | Premiéra v Kanadě | Premiéra v ČR  | Premiéra v ČR |
| Řada | Díly | První díl         | Poslední díl      | První díl      | Poslední díl  |
| ---- | ---- | ----------------- | ----------------- | -------------- | ------------- |
| 1    | 6    | 10. ledna 2012    | 14. února 2012    | 17. dubna 2013 | vysíláno      |
| 2    | 13   | 17. července 2012 | 24. září 2012     | vysíláno       | vysíláno      |

## Seznam dílů

### První řada (2012)
| Č. v seriálu | Č. v řadě | Původní název              | Český název            | Režie          | Scénář                                                              | Premiéra v Kanadě | Premiéra v ČR  |
| ------------ | --------- | -------------------------- | ---------------------- | -------------- | ------------------------------------------------------------------- | ----------------- | -------------- |
| 1            | 1         | Down in LA                 | V centru L.A.          | Martin Gero    | Martin Gero                                                         | 10. ledna 2012    | 17. dubna 2013 |
| 2            | 2         | Do Something               | Něco udělat            | Martin Gero    | Aaron Abrams                                                        | 17. ledna 2012    | vysíláno       |
| 3            | 3         | Who You Know               | Koho znáš              | Stefan Brogren | Matt Huether a Cole Bastedo                                         | 24. ledna 2012    | vysíláno       |
| 4            | 4         | The Other Side of the Door | Odvrácená strana dveří | Stefan Brogren | Karen Hill                                                          | 31. ledna 2012    | vysíláno       |
| 5            | 5         | Home                       | Domov                  | Martin Gero    | Brendan Gall                                                        | 7. února 2012     | vysíláno       |
| 6            | 6         | Burn It Down               | Spálit to              | Martin Gero    | námět: Martin Gero scénář: Martin Gero, Aaron Abrams a Brendan Gall | 14. února 2012    | vysíláno       |

### Druhá řada (2012)
| Č. v seriálu | Č. v řadě | Původní název       | Český název          | Režie            | Scénář          | Premiéra v Kanadě | Premiéra v ČR |
| ------------ | --------- | ------------------- | -------------------- | ---------------- | --------------- | ----------------- | ------------- |
| 7            | 1         | Vacancy             | Volné místo          | Martin Gero      | Martin Gero     | 17. července 2012 | vysíláno      |
| 8            | 2         | The Contract        | Smlouva              | Martin Gero      | Martin Gero     | 24. července 2012 | vysíláno      |
| 9            | 3         | Choose Your Battles | Vybírej si své bitvy | Martin Gero      | Karen Hill      | 31. července 2012 | vysíláno      |
| 10           | 4         | Be a Man            | Chovej se jako chlap | Stefan Brogren   | Brendan Gall    | 7. srpna 2012     | vysíláno      |
| 11           | 5         | Taking the Day      | Vzít si volno        | Stefan Brogren   | Carl Binder     | 14. srpna 2012    | vysíláno      |
| 12           | 6         | Rules of Thirds     | Pravidla třetin      | Stefan Brogren   | Vera Santamaria | 21. srpna 2012    | vysíláno      |
| 13           | 7         | Half Way            | Na půli cesty        | Bruce McDonald   | Martin Gero     | 27. srpna 2012    | vysíláno      |
| 14           | 8         | Stay                | Zůstaň               | Stefan Brogren   | Brendan Gall    | 3. září 2012      | vysíláno      |
| 15           | 9         | Help Wanted         | Potřeba pomoci       | Bruce McDonald   | Vera Santamaria | 10. září 2012     | vysíláno      |
| 16           | 10        | Make It Right       | Dát to do pořádku    | Peter Wellington | Carl Binder     | 17. září 2012     | vysíláno      |
| 17           | 11        | Now Or Never        | Teď nebo nikdy       | Peter Wellington | Lara Azzopardi  | 17. září 2012     | vysíláno      |
| 18           | 12        | Xs and Os           | Xka a Očka           | Martin Gero      | Brendan Gall    | 24. září 2012     | vysíláno      |
| 19           | 13        | Don't Say Goodbye   | Neluč se             | Martin Gero      | Martin Gero     | 24. září 2012     | vysíláno      |